# Chim Maleo
Chim Maleo (Danh pháp khoa học: Macrocephalon maleo) là một loài chim trong họ Megapodiidae thuộc chi Macrocephalon. Chúng là loài chim đặc hữu của Indonesia tại vùng Sulawesi, chúng là loài chim ấp trứng từ nhiệt núi lửa, mới nở đã bay. Hiện nay, chúng được xếp vào diện các loài sắp nguy cấp. Hiện nay Maleo được đưa vào danh sách là một trong những loài có nguy cơ tuyệt chủng. Để bảo vệ loài chim này, Indonesia đã lập một khu bảo tồn và thuê những người dân làng tham gia trông nom loài chim Maleo.

## Đặc điểm
Maleo là loài chim lớn, chỉ được tìm thấy ở Sulawesi là một hòn đảo lớn thứ tư của Indonesia. Chúng có chiều dài từ 55–60 cm. Toàn thân chúng có màu đen và dưới phần bụng thì sáng màu. Trên đỉnh đầu của chúng có một khối u nhú lên như một vương miện và cái vương miện này thông thường mang màu đen. Bàn chân xanh xám có bốn móng vuốt dài và nhọn, cách nhau bằng một màng chân. Các giới tính gần như giống hệt với một con chim mái nhỏ hơn và màu nhạt. Chim non có đầu lớn màu nâu và màu nhạt hơn với chỏm đen nâu ngắn và trên lưng màu vàng.

## Tập tính
Chim Maleo đào hố dưới đất đẻ trứng để nhiệt độ nóng từ núi lửa truyền tới ấp nở trứng. Không giống như nhiều loài chim khác, chim Maleo không dùng thân nhiệt của mình để ấp trứng mà chúng lại tận dụng các yếu tố tự nhiên. Tuy sống ở trong vùng đồi núi nhưng tổ của Maleo lại được làm ở những vùng đất cát, đất gần núi lửa hoặc ở những bờ biển có nhiều ánh nắng Mặt trời để lấy nhiệt từ đất và nắng để ấp trứng.
Cách xây tổ của Maleo cũng thể hiện rõ đặc tính của loài chim này. Cặp chim bố mẹ dùng chân đào một hố sâu ở khu vực làm tổ. Sau đó chim cái sẽ đẻ trứng vào trong hố, rồi lấy cát lấp trứng lại để nhiệt độ Mặt trời hoặc núi lửa sưởi ấm. Tuy nhiên loài chim này không phải đào hố làm tổ một cách hỗn loạn. Chúng cũng có khả năng nhận biết được nhiệt độ của mẫu cát hay đất bằng cách liên tục dùng miệng để đánh giá, nếu phát hiện tầng đất có nhiệt tầm 33 độ C là chúng không tiếp tục đào nữa và để con cái đẻ trứng. Trứng cũng được sắp xếp theo phương thẳng đứng so trong lỗ. Việc sắp xếp trứng như vậy cho phép sau khi trứng nở, chim non có thể chui lên qua lớp cát dễ dàng và chạy vào rừng.
Trứng chim Maleo to gấp gần 5 lần so với trứng gà nuôi. Con non sau khi nở chui lên khỏi mặt đất và có thể chạy, bay ngay được. Chúng có thể bay và hoàn toàn sống độc lập được như tự tìm thức ăn, tự bảo vệ mình khỏi các loài ăn thịt như thằn lằn, trăn, lợn và mèo rừng. Khoảng 2-3 tháng sau, cặp chim bố mẹ lại quay trở lại khu tổ cũ để làm lại tổ và tiếp tục đẻ trứng tại đây. Quá trình đào tổ, đẻ trứng, lấp trứng và bỏ đi như thế cứ tái diễn ở mỗi cặp chim bố mẹ ở cùng một địa điểm làm tổ tới hàng chục lần.